# Pliști
Pliști románul: Pliști, falu Romániában, Erdélyben, Fehér megyében.

## Fekvése
Felsőgirda mellett fekvő település.

## Története
Plişti románul: Plişti, elszórt házakból álló falu, mely korábban Felsőgirda  része volt. 1956-ban vált külön településsé 143 lakossal.
1966-ban 63, 1977-ben 94, 1992-ben 38, a 2002-es népszámláláskor pedig 18 lakosa volt.